# Horní Jiřetín
Horní Jiřetín (deutsch Ober Georgenthal, volkstümlich Ober-Görten) ist eine Stadt im Okres Most, Ústecký kraj, in Tschechien.

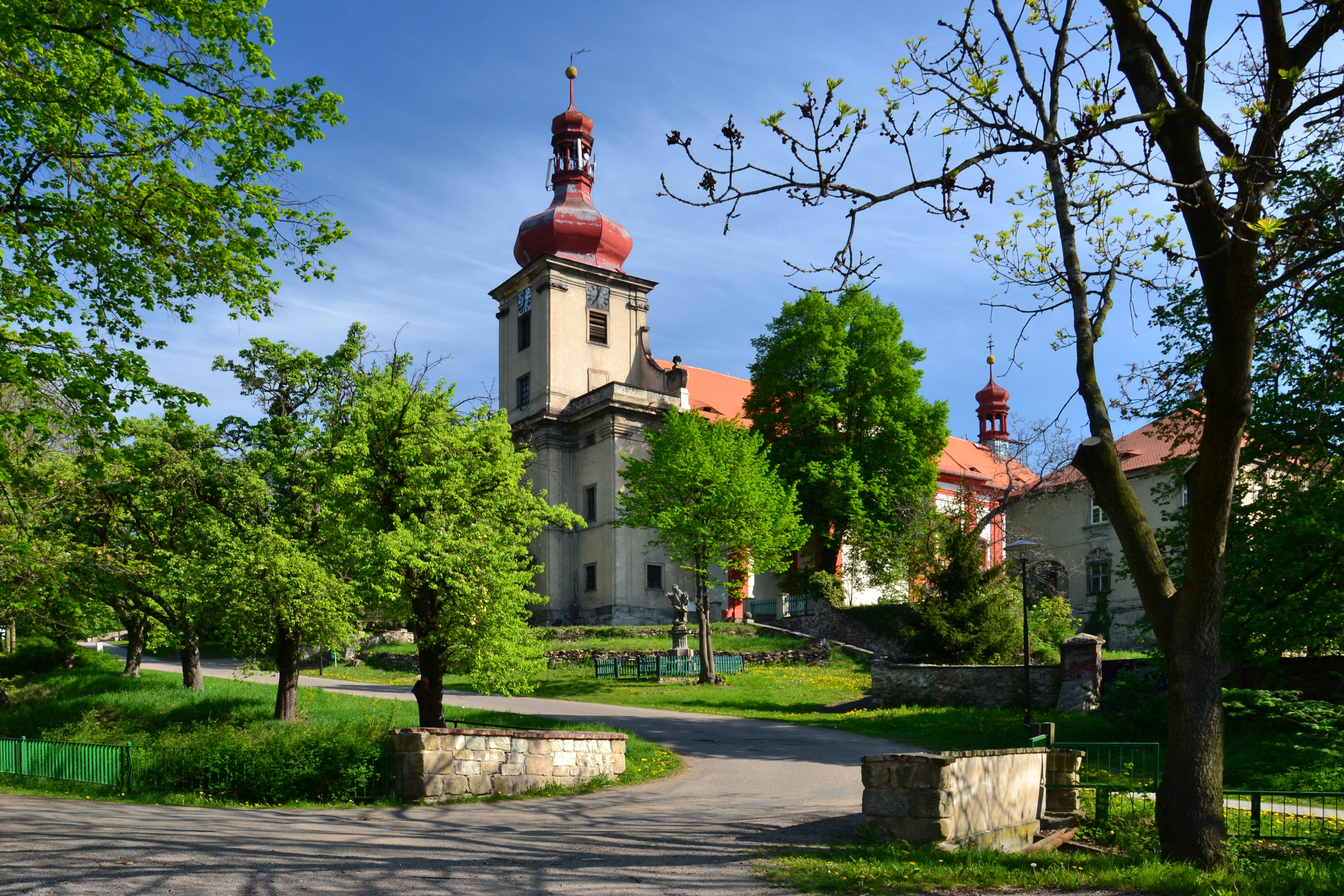
Wallfahrtskirche Himmelfahrt der Heiligen Maria

## Geographische Lage
Die Stadt liegt in Nordböhmen am Fuß des Kreuzbergs an der Südabdachung des Erzgebirges, in der Nähe der Grenze zu Sachsen. Sie wird durch den Grundbach in zwei ungleiche Hälften geteilt.

## Geschichte
Die älteste schriftliche Erwähnung von Jorenthal stammt aus dem Jahr 1263. Seit 1409 wird zwischen Horní Jiřetín und Dolní Jiřetín unterschieden. Der das Dorf durchfließende Grundbach bildete ab 1410 die Grenze zwischen zwei Anteilen, von denen der rechtsseitige Teil zur Herrschaft Eisenberg gehörte. Der linksseitige Anteil wurde 1562 Teil der Herrschaft Ober Leutensdorf, die 1680 mit der Herrschaft Dux zum Familienfideikommiss verbunden wurde. Im 16. Jahrhundert wurden im Erzgebirge bei der Rothen Grube Eisenerzvorkommen entdeckt. Ende des 17. Jahrhunderts wurde das Dorf von der Pest heimgesucht. Im Jahre 1693 ließ Johann Friedrich von Waldstein die Pfarrkirche Mariä Himmelfahrt errichten. Ende des 18. Jahrhunderts erlitt es hohen finanziellen Schaden durch Kriegseinwirkungen. Um 1820 gab es an dem Ort, der sich noch im Besitz der Familie Waldstein befand, eine Leinwandweberei und eine Strumpfstrickerei.
Im Jahr 1831 bestand Ober Georgenthal aus 179 Häusern mit 1055 deutschsprachigen Einwohnern. 99 Häuser mit 584 Einwohnern bildeten den Neundorfer Anteil, 80 Häuser mit 471 Einwohnern, darunter 22 Gewerbetreibenden, den Duxer Anteil. Unter herrschaftlichem Patronat standen im Duxer Anteil die Pfarrkirche Mariä Himmelfahrt und die Schule. Außerdem gab es im Duxer Anteil vier Mahlmühlen. Ober Georgenthal war Pfarrort für Nieder Georgenthal, Vierzehnhöfen (Čtrnáct Dvorců), Hammer, Johnsdorf, Kreuzweg und Tschernitz sowie zwölf einschichtige Häuser und Mühlen. Bis zur Mitte des 19. Jahrhunderts blieb Ober Georgenthal zwischen der Herrschaft Neundorf und der Fideikommissherrschaft Dux geteilt.
Nach der Aufhebung der Patrimonialherrschaften bildete Ober Georgenthal/Hořejší Jiřetín ab 1850 eine Gemeinde im Leitmeritzer Kreis und Gerichtsbezirk Brüx. Ab 1868 gehörte die Gemeinde zum Bezirk Brüx. Im Jahre 1914 erhob Kaiser Franz Joseph I. Ober Georgenthal zur Stadt. 1930 lebten in der Stadt Ober Georgenthal 3481 Menschen. Nach dem Münchner Abkommen wurde Ober Georgenthal 1938 dem Deutschen Reich zugeschlagen, wo es zum Landkreis Brüx im Reichsgau Sudetenland, Regierungsbezirk Aussig, gehörte. 1939 hatte die Stadt 3357 Einwohner. Zwischen 1943 und 1945 waren Nieder Georgenthal, Vierzehnhöfen und Marienthal eingemeindet. Während der Bombenangriffe auf das benachbarte Hydrierwerk Maltheuern entstand 1944 auch in Ober Georgenthal beträchtlicher Schaden.
Ab 1949 gehörte Horní Jiřetín zum neu gebildeten Okres Litvínov. Nach dessen Aufhebung wurde die Gemeinde 1961 dem Okres Most zugeordnet. Im selben Jahre erfolgte die Eingemeindung von Černice und Mariánské Údolí. Die umliegenden Gemeinden Albrechtice, Dolní Jiřetín und Jezeří fielen zu Beginn der 1980er Jahre ganz oder größtenteils der Braunkohleförderung zum Opfer. Am 1. Juli 1983 wurden Albrechtice, Dolní Jiřetín, Čtrnáct Dvorců und Jezeří nach Horní Jiřetín eingemeindet. Am 17. Oktober 2006 wurden die Stadtrechte von Horní Jiřetín erneuert. Zu Beginn des Jahres 2009 lebten in Horní Jiřetín 2104 Menschen, davon 1798 im Ortsteil Horní Jiřetín.

### Demographie
Bis 1945 war Ober Georgenthal  überwiegend von Deutschböhmen besiedelt, die vertrieben wurden.
| Jahr | Einwohner  | Anmerkungen    |
| ---- | ---------- | -------------- |
| 1820 | 1.150      | in 200 Häusern |
| 1830 | 1.055      | in 179 Häusern |
| 1850 | ca. 1.1500 | [ 6 ]          |
| 1930 | 3.481      | [ 7 ]          |
| 1939 | 3.357      | [ 7 ]          |

### Stadtgliederung
Die Stadt Horní Jiřetín besteht aus den Ortsteilen Černice (Tschernitz), Dolní Jiřetín (Nieder Georgenthal), Horní Jiřetín (Ober Georgenthal), Jezeří (Eisenberg) und Mariánské Údolí (Marienthal). Grundsiedlungseinheiten sind Albrechtice (Ulbersdorf), Černice, Čtrnáct Dvorců (Vierzehnhöfen), Dolní Jiřetín, Horní Jiřetín, Jezeří und Mariánské Údolí. Das Gemeindegebiet gliedert sich in die Katastralbezirke Albrechtice u Mostu, Černice u Horního Jiřetína, Čtrnáct Dvorců, Dolní Jiřetín, Horní Jiřetín und Jezeří.

### Nachbarorte
|                        | Nová Ves v Horách (Gebirgsneudorf)          |                             |
| Vysoká Pec (Hohenofen) | Kompassrose, die auf Nachbargemeinden zeigt | Litvínov (Ober Leutensdorf) |
|                        | Most (Brüx)                                 |                             |

### Überlassung der Reliquien der Katakombenheiligen Justina und des hl. Donatus
Josef Kolbe aus Ober Georgenthal, der zur Buße für einen Totschlag an seiner Frau barfuß nach Rom gepilgert war, wurde dort 1780 von Papst Pius VI. empfangen, der ihm ein Geschenk für die Kirche in Ober Georgenthal zusicherte. Pius VI. ließ daraufhin die Gebeine der aus dem 3. und 4. Jahrhundert stammenden Märtyrer Donatus und Justina aus den Katakomben in Rom entfernen. Kolbe ging im selben Jahre in Begleitung eines päpstlichen Beauftragten mit den Gebeinen des hl. Donatus nach Ober Georgenthal zurück. 1780 übergab ein päpstlicher Kurier die von der Kurie übersandten zwei Rokokovitrinen sowie die Gebeine der hl. Justina einschließlich der päpstlichen Bestimmungen. Am dritten Oktobersonntag 1780 wurden die Reliquien feierlich unter Teilnahme tausender Pilger in der Kirche Mariä Himmelfahrt eingeweiht.
In den nachfolgenden Jahren wurde dieses Ereignis jährlich mit einer Wallfahrt gefeiert. Kaiser Joseph II. ließ die Echtheit der Reliquien überprüfen; diese wurde am 25. Mai 1787 durch den Leitmeritzer Domherrn Franz Piler bestätigt.

## Patenschaft
- 1954 hat Battenberg (Eder) die Patenschaft für die vertriebenen Deutschböhmen aus der Gemeinde Obergeorgenthal (Horní Jiřetín) übernommen. Es besteht jedoch keine aktive Städtepartnerschaft zwischen den beiden Gemeinden.

## Sehenswürdigkeiten
Siehe auch Liste der denkmalgeschützten Objekte in Horní Jiřetín
- Barockkirche Himmelfahrt der Heiligen Maria aus den Jahren 1694–1700; in der Kirche befinden sich die Reliquien der römischen Katakombenheiligen Justina und Donatus.
- Das ursprünglich im Renaissancestil erbaute Schloss Jezeří (Schloss Eisenberg) aus dem Jahr 1549 wurde im 18. Jahrhundert zu einem Barockschloss umgebaut.
- Eisenberger Park – Überrest eines prächtigen Schlossparks, der sich südlich des Schlosses befand. Heute ist nur der untere Teil, auch unter dem Namen Eisenberger Arboretum, erhalten. Im Park wachsen uralte Eichen, Linden, Buchen und weitere wertvolle Bäume.
- Gedenkstein aus dem ehemaligen Niedergeorgenthal, 100 m nördlich des Postamtes

Veranstaltungen:
- jedes Jahr Mitte August findet ein Stadtfest statt mit Verkaufsständen, Vergnügungspark-Attraktionen und einer Heimtierausstellung mit Katzen, Vögeln und Reptilien.

## Persönlichkeiten
- Christoph Willibald Gluck, der Musiker lebte in seinen Jugendjahren auf Schloss Eisenberg.
- Antonio Casimir Cartellieri, der Freund Schuberts, wirkte als fürstlicher Kapellmeister auf Schloss Eisenberg

### Söhne und Töchter des Ortes

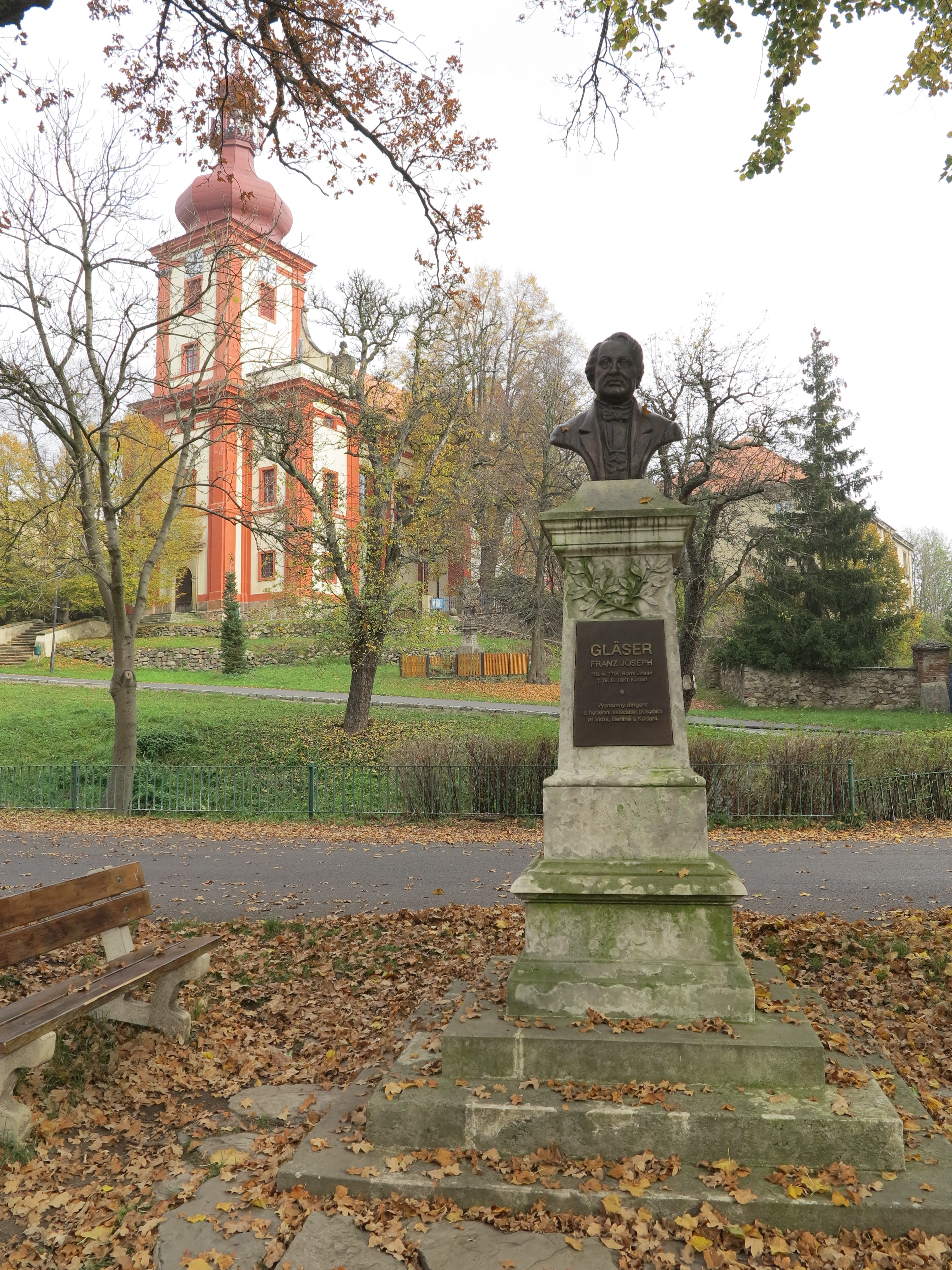
Denkmal für Franz Joseph Gläser im Geburtsort

- Denkmal für Franz Joseph Gläser im GeburtsortFranz Gläser (1798–1861), Komponist und Hofkapellmeister in Wien, Berlin und Kopenhagen, Freund von Ludwig van Beethoven
- Anna Kraus-Wranitzky (1801–1851), österreichische Opernsängerin
- Josef Walter (1893–1966), deutscher Politiker, Mitglied des Hessischen Landtags
- Walter Womacka (1925–2010), deutscher Maler und Grafiker